# Myrkavatn
Myrkavatn is een klein stuwmeertje in het westen van IJsland, ten noorden van het veel bekendere meer Þingvallavatn. De bijlrivier Öxará ontspringt uit het Myrkavatn meer, stroomt door Leggjabrjótur, en vloeit dan in het Þingvallavatn uit.